# Reinhard Kamitz (Philosoph)
Reinhard Kamitz (* 2. Januar 1939 in Wien; † 14. August 2022 in St. Radegund bei Graz) war ein österreichischer Philosoph.

## Leben
Nach der Promotion zum Dr. phil. an der Universität Innsbruck 1961 war er 1966 bis 1971 Dozent für Philosophie an der Universität Innsbruck, von 1971 bis 1984 Professor für Logik und Wissenschaftstheorie am Fachbereich Wirtschaftswissenschaft der FU Berlin und von 1984 bis zu seiner Emeritierung Professor für Logik und systematische Philosophie am Institut für Philosophie der Universität Graz.

## Veröffentlichungen (Auswahl)
- Franz Brentanos Lehre vom wahren Urteil: Eine kurze Darstellung und Diskussion dieser Theorie sowie einiger gegen sie erhobener Einwände. Dissertation Innsbruck 1961.
- Ein Beitrag zum Problem der Metaphysik. Meisenheim am Glan 1964, OCLC 185860603.
- Logik – Faszination der Klarheit. Wien 2007, ISBN 3-8258 0860-2.
- Rechtsbegriff und normenlogischer Handlungskalkül im Logiksystem nach Stig Kanger. Wien 2009, ISBN 978-3-7000-0644-2.
- Wenn P, dann Q. Zum Problem der Formalisierbarkeit von Konditionalsätzen durch Subjunktionen. Wien 2014, ISBN 978-3-643-50629-0.